# ルイス・マリン・サバテル
ルイス・マリン・サバテル（Luis Marín Sabater、1906年9月4日 - 1974年12月21日）は、スペイン・バスク州オルディシア出身の元サッカー選手、元サッカー指導者。現役時代のポジションはFW。元スペイン代表。

## 経歴

### クラブ
ラ・リーガが初めて開催された1929シーズンのアトレティコ・マドリードのメンバー。このシーズン、リーグ2位タイとなる13得点を挙げてクラブのチーム内得点王に輝いた。また、アトレティコ・マドリードのラ・リーガにおける史上初のハットトリックをリーグ最終節のRCDエスパニョール戦で記録した。翌1929-30シーズンにもリーグ戦12得点を挙げたが、クラブはセグンダ・ディビシオンへと降格した。
セグンダ4シーズン目となった1933-34シーズンには、リーグ戦で9得点を挙げ、クラブをラ・リーガ昇格に導いた。1935-36シーズン終了後、スペイン内戦が勃発したため、ラ・リーガは中断された。中断後の1939年にレアル・マドリードへと移籍したが、在籍2シーズンで5得点を記録するにとどまった。
1941年からがグラナダCFに所属クラブを移し、加入後3シーズン連続でリーグ戦2桁得点を決めた。1945-46シーズン終了後、現役を引退した。1947年から2年間のみ、SDセウタとアレナスSDで監督として指揮を執った。

### 代表
スペイン代表での出場歴はないが、1934 FIFAワールドカップを戦うスペイン代表メンバーに選出された。